# Бородатка Скоттсберга
Борода́тка Ско́ттсберга, или артедидра́ко Ско́ттсберга (лат. Artedidraco skottsbergi) — морская антарктическая донная рыба семейства бородатковых (Artedidraconidae) подотряда нототениевидных (Notothenioidei) отряда окунеобразных (Perciformes). Один из шести видов в роде Artedidraco. Впервые описана как новый для науки вид в 1905 году шведским зоологом и ихтиологом Эйнаром Лённбергом (швед. Einar Lönnberg, 1865—1942) по экземпляру (голотипу) стандартной длиной 57 мм, пойманному на глубине 125 м у острова Сноу-Хилл вблизи побережья Антарктического полуострова. Вид назван в честь шведского ботаника, участника Шведской антарктический экспедиции (1901—1903) на судне «Antarctic», в которой был пойман этот вид — Карла Скоттсберга (швед. Carl Skottsberg, 1880—1963).
A. skottsbergi — это типично донная, относительно мелководная очень мелкая рыба общей длиной немногим более 10 см. Является циркумполярно-антарктическим эндемиком высокоширотной зоны Южного океана, известным с глубин 8—666 м. Согласно схеме зоогеографического районирования по донным рыбам Антарктики, предложенной А. П. Андрияшевым и А. В. Нееловым, ареал вида находится в границах гляциальной подобласти восточноантарктической и западноантарктической провинций Антарктической области.
Как и у других антарктических бородаток у A. skottsbergi имеется подбородочный усик, уникальная видоспецифичность строения которого является одной из важнейших характеристик в систематике семейства в целом. У этого вида, как и у других членов рода Artedidraco, относительно небольшая, неширокая голова с узким межглазничным пространством и без шипа на жаберной крышке, первый спинной плавник находится над основанием грудного плавника и ему, как и всем прочим антарктическим бородаткам, свойственно отсутствие чешуи на теле (кроме боковых линий).
Бородатка Скоттсберга может встречаться в уловах донных тралов в прибрежных водах Антарктиды на относительно небольших шельфовых глубинах, а также в желудках хищных рыб.

## Характеристика бородатки Скоттсберга
В первом спинном плавнике 2—4 мягких колючих луча; во втором спинном плавнике 24—28 лучей; в анальном плавнике 17—21 луч; в грудном плавнике 14—17 лучей. В дорсальной (верхней) боковой линии — 2—6 трубчатых костных члеников (чешуй) и 1—16 нетрубчатых округлых члеников, в медиальной (срединной) боковой линии 11—16 костных члеников. В нижней части первой жаберной дуги тычинки расположены в 2 ряда: общее число тычинок в верхней части дуги — 1—5, общее число тычинок в нижней части дуги — 13—16. Общее число позвонков 36—39.
Тело удлинённое, сжатое с боков, низкое, его высота составляет около 11—21 % стандартной длины тела, высота хвостового стебля — 23—30 % длины головы. Голова небольшая, относительно узкая, её высота немного больше ширины головы, её длина содержится 2,8—4,3 раза, или 23—36 % в стандартной длине. Посттемпоральные костные гребни на верху головы не выражены. Вершина нижней челюсти не выдаётся вперёд. Рыло короче, чем горизонтальный диаметр орбиты. Глаз довольно большой — около 28—36 % длины головы. Межглазничное пространство очень узкое — около 5—8 % длины головы. Первый спинной плавник расположен над основанием грудного плавника. Второй спинной плавник невысокий. Длина грудного плавника — 74—88 % длины головы. Две боковых линии — верхняя (дорсальная) и нижняя (медиальная), представленные трубчатыми или прободёнными костными чешуями: в дорсальной боковой линии передний участок с трубчатыми чешуями очень короткий и доходит назад не далее уровня начала первого спинного плавника.
Подбородочный усик без терминального расширения, очень тонкий и короткий, его длина содержится 7—11 раз, или 9—14 % в длине головы; поверхность усика гладкая или покрыта мелкими папиллами.
Общий фон окраски светлый, желтоватый, с многочисленными неправильными тёмными пятнами на голове и на туловище. Подбородочный усик светлый. В верхней части спины под спинными плавниками обычно имеются 6—8 широких тёмно-коричневых пятен, иногда продолжающихся на туловище вертикальными полосами. Первый спинной плавник с несколькими тёмными пятнышками. Второй спинной плавник светлый, с тёмными пятнышками на лучах, образующими узкие косые полосы; задняя часть плавника более тёмная. Анальный плавник светлый, темнеющий к концу. Грудные светлые, с 5—7 вертикальными тёмными полосами. Брюшные плавники светлые. Хвостовой плавник с 8 узкими тёмными вертикальными полосами, тёмный вдоль верхнего и нижнего краёв.

## Распространение и батиметрическое распределение
Циркумполярно-антарктический ареал вида охватывает прибрежные воды Южных Оркнейских и Южных Шетландских островов, окраинных морей Антарктиды вокруг Антарктического полуострова, в море Уэдделла, море Рисер-Ларсена, море Космонавтов, море Содружества, море Дюмон-Дюрвиля и в море Росса. Встречается в зоне шельфа на глубинах от 8 м до 666 м.

## Размеры
Очень мелкий вид: достигает 101 мм общей длины.

## Образ жизни
Типично донный сублиторальный вид и типичный бентофаг. В питании главным образом присутствуют гаммариды, свободноживущие и седентарные полихеты, а также кумовые раки. Кроме того, в желудках рыб также встречаются, мизиды, каляноидные копеподы и фекалии.

## Близкие виды
От наиболее близкого вида бородатки Лённберга главным образом отличается менее пятнистой окраской, а также относительно более длинным грудным плавником и более высоким хвостовым стеблем.